# USS Delaware (BB-28)
«Делавэр» (англ. USS Delaware (BB-28)) — головной линейный корабль США типа «Делавэр». Стал третьим дредноутом флота США.
Линкор «Делавэр» был заложен на верфи в Ньюпорт-Ньюсе 11 ноября 1907 года, спущен на воду в январе 1909 года и введён в состав ВМС США в апреле 1910 года. Корабль был вооружён пятью двухорудийными башнями с десятью 305-мм орудиями и развивал максимальную скорость в 21 узел (39 км/ч). «Делавэр» стал шестым кораблем ВМС США, названным в честь 1-го штата.
«Делавэр» во время своей карьеры служил в Атлантическом Флоте США. После вступления Соединенных Штатов в Первую мировую войну в апреле 1917 года, «Делавэр» был отправлен в Великобританию, чтобы укрепить британский Гранд Флот и вошел в состав 6-го Подразделения Линкоров. Он не вёл боевых действий, поскольку и британцы и немцы прекратили прямую конфронтацию друг с другом. После окончания войны «Делавэр» вернулся к службе мирного времени, участвуя в быстроходных манёврах, круизах гардемаринов и посещая с визитом иностранные порты. На корабле проходили обучение матросы для быстро растущего военно-морского" флота. Линкор оставался на действительной военной службе до начала 1920-х годов. В соответствии с Вашингтонским морским соглашением, Делавэр был сохранён в составе флота, до окончания строительства нового линкора Колорадо. В 1924 году, линкор был пущен на слом.